# 马林兰 (佛罗里达州)
马林兰（英語：Marineland），是美国佛罗里达州弗萊格勒縣和聖約翰斯縣下属的一座城镇。建立于1940年。面积约为0.8平方公里（约合0.3平方英里）。根据2010年美国人口普查，该市有人口16人。论人口在本州排行第408。